# Richland Center
Richland Center – miasto w Stanach Zjednoczonych, w stanie Wisconsin, siedziba administracyjna hrabstwa Richland.
W Richland Center urodził się kardynał Raymond Leo Burke i zmarła córka Stalina Swietłana Alliłujewa.